# Robert Reinert

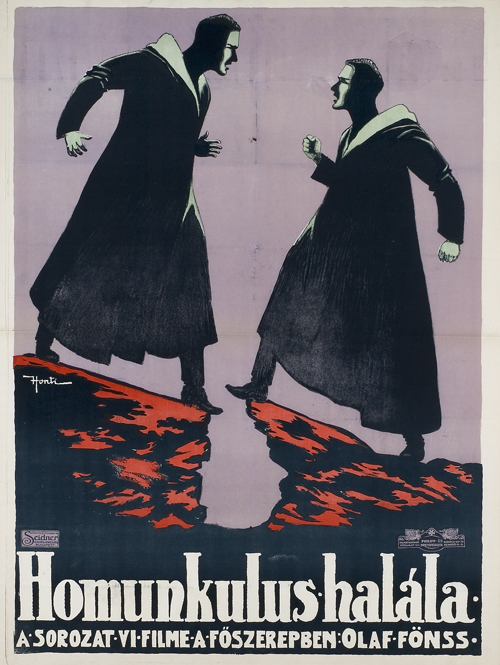
Afiche húngaro para Homunculus, del que Robert Reinert fue guionista.

Robert Reinert (Viena, 22 de abril de 1872 – Berlín, 30 de agosto de 1928), guionista, director y productor cinematográfico austriaco, uno de los primeros exponentes del expresionismo alemán.

## Biografía
Nacido cerca de Viena en 1872, sus primeros años continúan siendo un misterio. Al parecer, se convirtió en un novelista famoso con la publicación de Der Weg zur Sonne (1906) y Krieg (1907). Desde 1900 estuvo en Munich, donde se unió al cabaret del dramaturgo preexpresionista Frank Wedekind Die Elf Scharfrichter. Su primer guion cinematográfico fue para el director William Wauer en Projektions-Union AG de Berlín (1915). Obtuvo un gran éxito con su guion para la película fantástica de Otto Rippert Homúnculo (1916) y luego fue contratado para escribir y dirigir películas para la actriz Norina Matchabelli, más conocida por su nombre artístico de Maria Carmi. Se convirtió en supervisor artístico de Decla-Bioscop (Berlín) y produjo más de veinte películas entre 1917 y 1918. En julio de 1918 dejó Decla-Bioscop para formar su propia compañía, Robert Reinert Monumental-Film GmbH. En 1920 la compañía se fusionó con varias otras empresas de producción con sede en Múnich para formar Münchner Lichtspielkunst Konzern (Emelka). En 1925, tras el fracaso comercial de sus últimas películas, se unió a la Ufa como productor y guionista. Murió repentinamente de un ataque al corazón en agosto de 1928 en Berlín y fue enterrado en Múnich.
Su éxito como guionista de las seis partes de Homunculus le permitió hacer varias películas de las que controló todos los aspectos; las más notables fueron dos de 1919: Opium y Nerven, esta última una de las cumbres del cine mudo expresionista alemán, a la altura de El gabinete del Dr. Caligari de Robert Wiene. Cuando se estrenó en Múnich causó un impacto formidable a causa de las impresiones aún frescas de la última guerra mundial y por los problemas sociales y económicos urgentes que acometían a la población, de forma que muchos espectadores se derrumbaron durante la proyección y tuvieron que ser hospitalizados; incluso después una mujer, tras haberla visto, se despertó una noche en camisón en la calle gritando "¡Ahora voy a morir! ¡Ahora voy a morir!", por lo que hubo que prohibirla. Un crítico reciente escribió al respecto que "Nerven es una obra desconcertante, muy experimental. Lanzada en 1919, antes que El gabinete del Dr. Caligari (principios de 1920), podría haberse convertido en el prototipo del cine expresionista alemán si hubiera sido más ampliamente vista". En la actualidad, muchos de sus filmes se consideran perdidos. En 2008 se presentó una versión restaurada de Nerven y en 2014 la Filmoteca de Navarra halló y recuperó una parte de Die vier letzten sekunden des Quidam Uhl ("Últimos segundos").

## Filmografía

### Como guionista
- 1928 Die Todesschleife (escritor)
- 1928 Der geheimnisvolle Spiegel (escritor)
- 1927 Die Apachen von Paris
- 1927 La cigarra y la hormiga
- 1927 Die Frauengasse von Algier
- 1926 Gräfin Plättmamsell
- 1924 Die vier letzten Sekunden des Quidam Uhl
- 1922 Sterbende Völker - 2. Brennendes Meer
- 1922 Sterbende Völker - 1. Heimat in Not
- 1919 Opium (escritor)
- 1919 Nerven (escritor)
- 1918 Der Herr der Welt (escritor)
- 1918 Sei getreu bis in den Tod (escritor)
- 1917 Ahasver, 2. Teil
- 1917 Ahasver, 3. Teil - Das Gespenst der Vergangenheit
- 1917 Ahasver, 1. Teil
- 1917 Wenn Tote sprechen
- 1917 Der Fluch der Sonne
- 1917 Memoiren der Tragödin Thamar
- 1916 Der Weg des Todes
- 1916 Homunculus, 2. Teil - Das geheimnisvolle Buch
- 1916 Homunculus, 3. Teil - Die Liebestragödie des Homunculus
- 1916 Homunculus, 4. Teil - Die Rache des Homunculus (historia)
- 1916 Homunculus, 5. Teil - Die Vernichtung der Menschheit
- 1916 Homunculus, 6. Teil - Das Ende des Homunculus
- 1916 Homunculus, 1. Teil
- 1916 Die Stimme des Toten
- 1916 Das Gewissen
- 1916 Das Haus der Leidenschaften
- 1916 Das Wunder der Madonna
- 1916 Der Pfad der Sünde
- 1916 Für den Ruhm des Geliebten
- 1915 Der geheimnisvolle Wanderer
- 1915 Der Geisterseher

### Como director
- 1924 Die vier letzten Sekunden des Quidam Uhl
- 1922 Sterbende Völker - 2. Brennendes Meer
- 1922 Sterbende Völker - 1. Heimat in Not
- 1919 Opium
- 1919 Nerven
- 1918 Der Herr der Welt
- 1917 Das Spitzentuch der Fürstin Wolkowska (supervisor)
- 1917 Ahasver, 2. Teil
- 1917 Ahasver, 3. Teil - Das Gespenst der Vergangenheit
- 1917 Ahasver, 1. Teil
- 1917 Wenn Tote sprechen
- 1917 Der Fluch der Sonne
- 1917 Memoiren der Tragödin Thamar
- 1916 Der Weg des Todes
- 1916 Küsse, die töten
- 1916 Das Haus der Leidenschaften
- 1916 Das Wunder der Madonna
- 1916 Für den Ruhm des Geliebten

### Como productor
- Sterbende Völker - 2. Brennendes Meer
- 1922 Sterbende Völker - 1. Heimat in Not
- 1919 Nerven
- 1918 Rächende Liebe
- 1918 Das große Opfer
- 1918 Der Herr der Welt
- 1918 Der Mann im Monde
- 1918 Der Taktstock Richard Wagners
- 1918 Irrwege der Liebe
- 1918 Kassenrevision
- 1918 Sei getreu bis in den Tod
- 1918 Weg der Erlösung
- 1917 Ahasver, 2. Teil
- 1917 Ahasver, 3. Teil - Das Gespenst der Vergangenheit
- 1917 Ahasver, 1. Teil
- 1917 Erloschene Augen. Tragödie eines blinden Kindes
- 1917 Memoiren der Tragödin Thamar

### Como encargado de producción
- 1928 Der geheimnisvolle Spiegel (production manager)